# Muscat
Pour l’article ayant un titre homophone, voir Musqua.
Pour les articles homonymes, voir Muscat (homonymie).

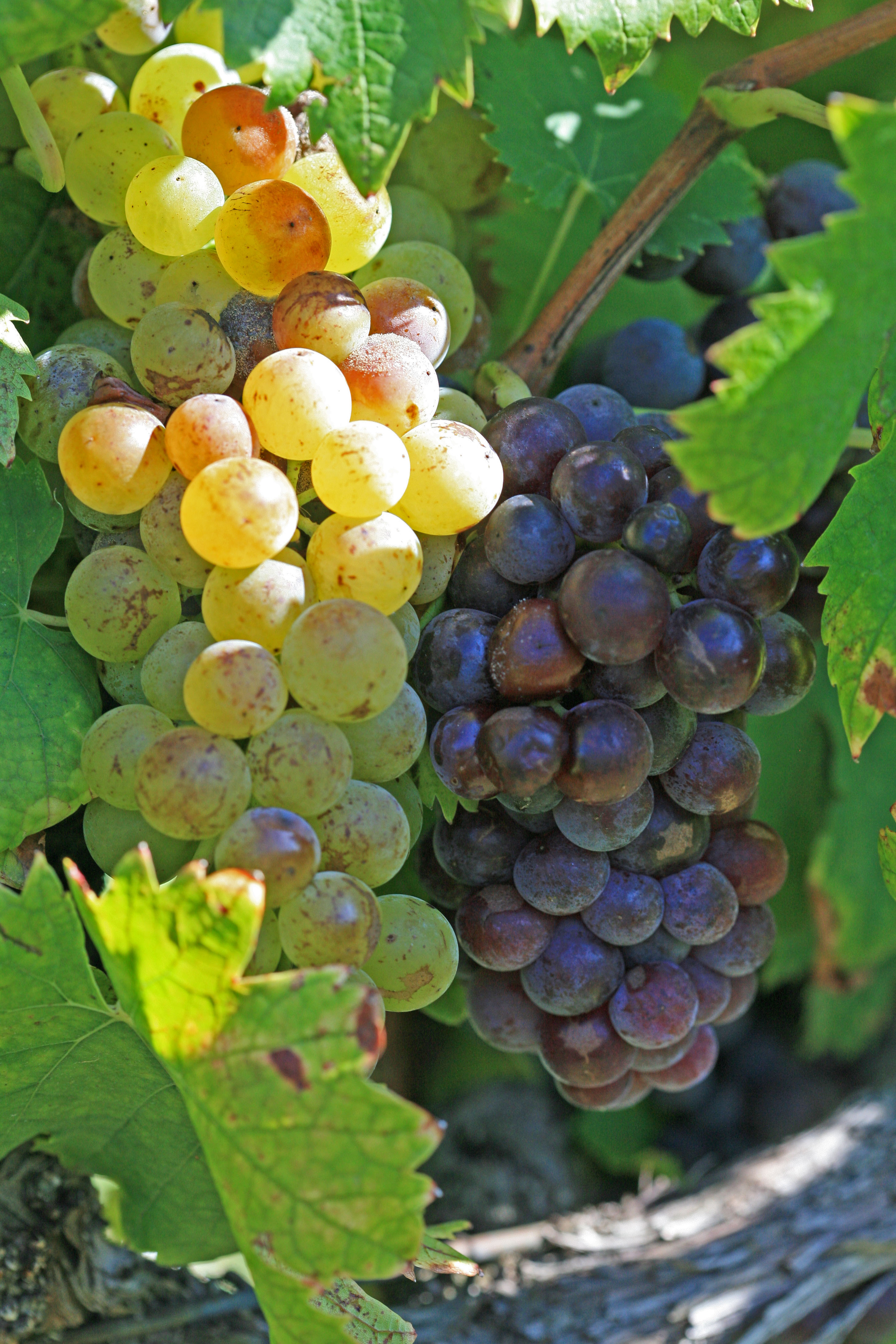
Dans le vignoble de Beaumes-de-Venise, cépages muscat à petits grains blanc et noir sur le même cep

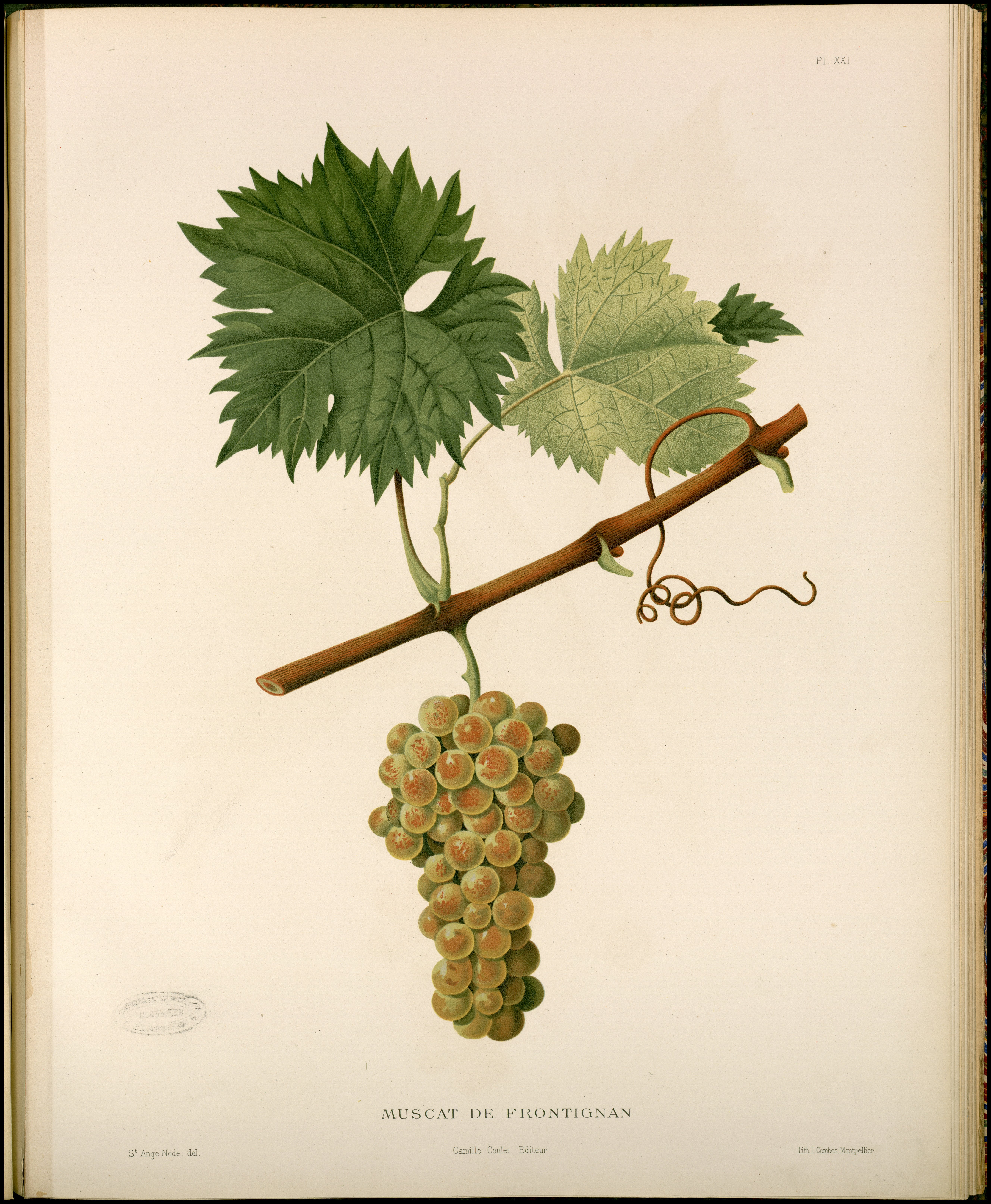
Lithographie du Muscat de Frontignan, 1890, issue du livre Description des cépages principaux de la région méditerranéenne de la France, par Henri Mares..

Muscat (de l'occitan : muscat = « musqué ») est une dénomination qui recouvre un ensemble d'environ 200 cépages dont les raisins ont un arôme muscaté, c'est-à-dire très parfumé, rappelant légèrement celui du musc.
Il en existe de nombreuses variétés, dont les grains ont une peau allant du jaune pâle au bleu-noir.
Les différents types de muscats sont plantés sur le pourtour de la Méditerranée, en Europe centrale et orientale, en Australie, en Nouvelle-Zélande, dans certaines régions des Amériques et en Afrique du Sud. Leur vinification est délicate. On en fait des vins secs légers, des vins sucrés mousseux, des vins de vendanges tardives, des sélections de grains nobles et des vins doux naturels. Tous les cépages muscat (qu’ils soient de raisin blanc, rose, rouge, ou noir), qu’ils soient cépages de cuve ou cépages de table, qu’ils soient issus de Vitis vinifera ou de cépages hybrides, sont caractérisés par leur arôme muscaté.

## Origine
Le muscat blanc à petits grains, est probablement le cépage le plus ancien, anathelicon moschaton, chez les Grecs, d'après l'ampélographe Pierre Galet. Sous Charlemagne, Frontignan exportait déjà ses vins de muscat. Sous le nom de Muskateller, on le signale en Allemagne au XIIe siècle, et il existe en Alsace au XVIe siècle. Il est planté en Italie (DOC Moscato d'Asti produisant des vins mousseux dans le Piémont), en Valais (Suisse), en Grèce (Muscat de Samos) et en Hongrie (Muskatoly, Badacsonyi).
Le muscat d’Alexandrie, a lui aussi été disséminé par les Romains autour de la Méditerranée ; il est possible, comme son nom l'indique, qu'il soit originaire d'Égypte. En Australie on l'appelle lexia (diminutif d'Alexandrie). Il produit le Moscatel ou Moscatell d’Espagne (Moscatel de Paja-Rancio) et du Portugal (muscat de Setúbal ou moscatel de Setúbal), le muscat de Sicile (DOC Moscato di Siracusa, moscato di Trentino, moscato di Noto (passito), moscato di Pantelleria (passito ou mousseux).
Le muscat ottonel, le plus récent, a été produit par hybridation dans la vallée de la Loire en 1852, à partir du chasselas et d'un obscur muscat de Saumur.

## L'arôme muscaté
L'arôme caractéristique dit « muscaté » provient de substances naturelles nommées terpènes, que l’on retrouve dans les raisins de type muscat. Plus précisément, des études ont montré que le linalol, l’oxyde de linalol, le géraniol, le nérol et le terpinéol sont les principaux composants de cet arôme. Ces molécules, également utilisées dans les parfums, ont un profil olfactif plutôt floral. Le muscat se marie très bien avec du foie gras. Ces arômes muscatés et de raisin frais l'imposent dans la préparation des cocktails, amuse-gueules, potages, entrées, poissons et crustacés, volailles et viandes, légumes, sauces et desserts.

## Spécialités régionales
En Alsace, les muscat ottonel (plus répandu) et muscat à petits grains (localement nommé muscat d'Alsace) font partie des cépages nobles bien que ne constituant que 3 % de l'encépagement. En assemblage ou seuls, ils donnent un vin sec, aromatique, muscaté, à boire en apéritif. Lorsqu'ils sont récoltés en vendanges tardives ou en sélection de grains nobles, ils permettent l'élaboration d'excellents vins moelleux voire liquoreux.
L'aleatico noir de l'île d'Elbe est une variété de muscat ; il en est de même de la muscadelle du Sauternais et du moscatello italien, utilisé pour l'Asti spumante.
Le muscat de Hambourg est surtout un raisin de table, rouge, à gros grains, non serrés.
Le muscat d’Italie, moscato rosa, moscato bianco, moscato giallo a de grosses grappes allongées.
Le muscat d'Alexandrie, ou muscat à goût de raisins secs, peut produire un vin doux naturel qui possède une saveur fine, une consistance soyeuse, un fruité exquis.
Le muscat syrien (ou muscat Jésus) a un parfum aromatique de fleur d'oranger.
Le muscat de Chypre, produit avec du raisin noir ou blanc, est sec et présente une teneur alcoolique après fermentation sans addition d’alcool de 11 à 17 %. Il est demi-sec avec une teneur alcoolique supérieure à 15 %, doux avec une teneur en sucre de 1,5 à 12° Baumé et une teneur alcoolique de 15 à 23 %.

## Autour de la Méditerranée
Dans les régions méditerranéennes françaises du golfe du Lion et en Corse, il existe plusieurs vins doux naturels issus de cépage muscat :
- Muscat de Beaumes-de-Venise
- Muscat du Cap-Corse
- Muscat de Frontignan
- Muscat de Lunel
- Muscat de Mireval
- Muscat de Rivesaltes
- Muscat de Saint-Jean-de-Minervois

Le Muscat de Frontignan reçoit son appellation d’origine contrôlée (AOC) en 1936, le Muscat de Lunel en 1943, le Muscat de Saint-Jean-de-Minervois en 1949, le Muscat de Rivesaltes en 1956 et le Muscat de Mireval en 1959. Parmi les vins de muscat d'appellation d’origine contrôlée on trouve aussi :
- en Italie, les muscats de Cagliari de Serso-Sennori, de Trani, de Colli Euganei, di Sardegna ;

- en Grèce, les muscats de Céphalonie, de Lemnos, de Patras et Rion de Patras, de Rhodes, de Samos ; Distillé, le muscat devient un excellent Tsípouro, eau-de-vie de marc, en particulier celui de Týrnavos en Thessalie.
- en Tunisie, les muscats de Kélibia, de Radès, de Thibar.

Tous ces cépages produisent des vins muscatés, dont le parfum est de plus en plus recherché par le consommateur (référence ?), aussi bien dans les vins de liqueur que dans les vins secs et même dans les vins effervescents.
D'autres produits sont tirés du muscat :
- Muskateller (Autriche)
- Songurlaré (muscat rouge bulgare) et le muscat blanc bulgare

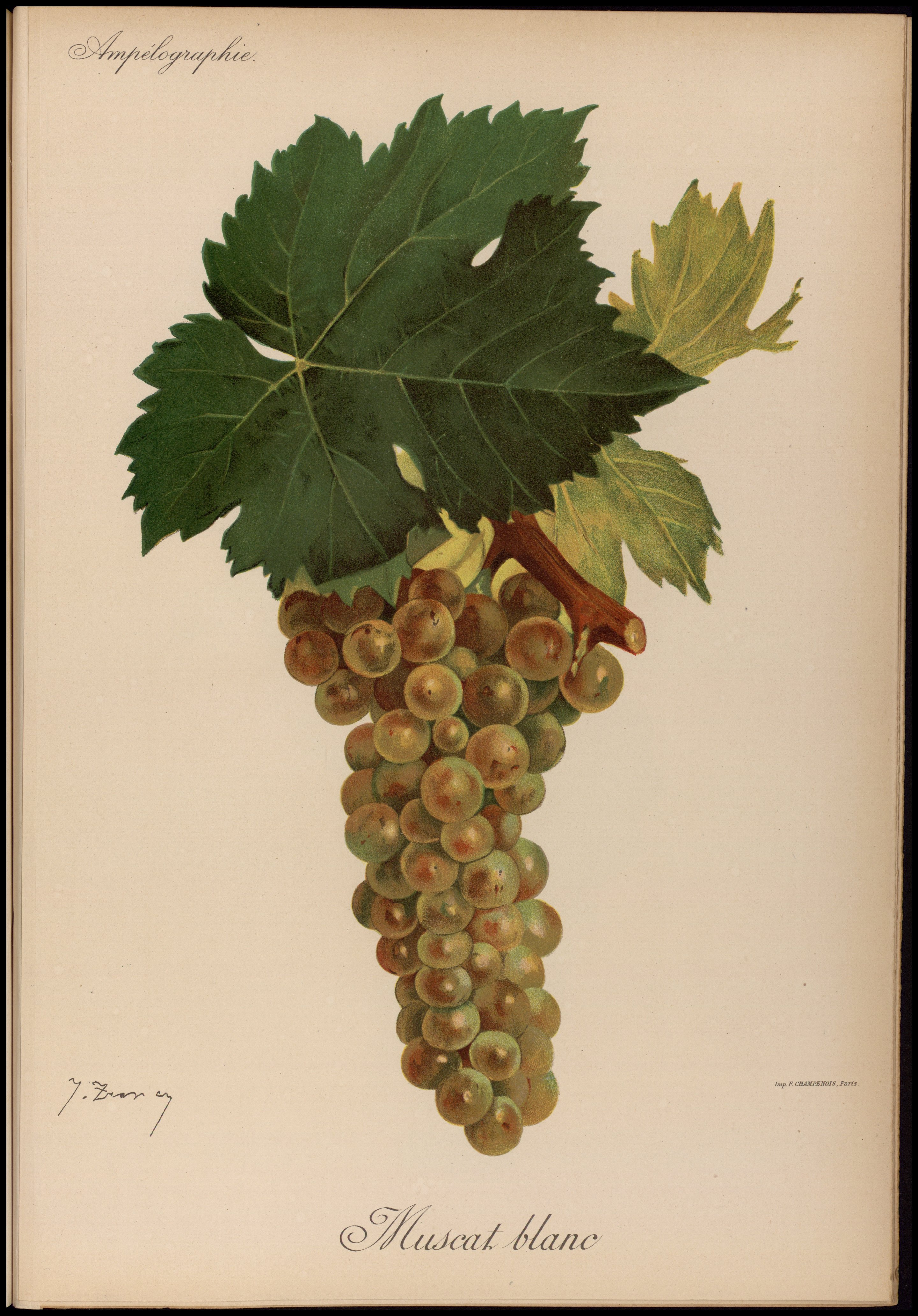
Lithographie de Muscat Blanc, 1910, issue du livre Ampélographie : traité général de viticulture. tome III, par Pierre Viala et Victor Vermorel.

- Izmir-miskit ou muscat blanc de Bornova (Turquie)
- Muscat blanc Massandra, Livadia, Dastel (Ukraine)
- Muscat rose Gourzouf, Aloupka (Ukraine)
- Muscat noir Koutchouk-Lambat, Aiou-Dag (Ukraine).

La clairette de Die est élaborée à partir de muscat à petits grains. Son élaboration selon la méthode ancestrale se caractérise par des vins de petit degré d'alcool (7°) et qui gardent quelque 50 g/l de sucres résiduels.
Le muscat d'Alsace se distingue des précédents par son caractère sec et fruité. Il peut être servi en apéritif. Vinifié en vendanges tardives ou en sélection de grains nobles et devenu moelleux, il peut être servi en vin de dessert.

## Un symbole de renaissance
Dans le célèbre poème de Louis Aragon, La rose et le réséda, appel à la Résistance, par-delà les clivages politiques et religieux, au cœur de l'occupation allemande pendant la Seconde Guerre mondiale, le muscat est utilisé comme symbole de renaissance. Aragon y évoque ainsi, après l'exécution des résistants, le cheminement de leur « sang rouge » :
« Il coule, il coule et se mêle

A la terre qu'il aima

Pour qu'à la saison nouvelle

Mûrisse un raisin muscat »